# Fire (Kasabian)
Fire è il primo singolo estratto dall'album West Ryder Pauper Lunatic Asylum dei Kasabian, pubblicato il 1º giugno 2009.

## Descrizione
È il brano di maggior successo pubblicato dalla band, dopo aver debuttato direttamente al terzo posto nella Official Singles Chart alla sua uscita ed essere stato certificato disco d'oro per le oltre 400 000 copie vendute solo nel Regno Unito in 4 anni. Nell'ottobre 2011 la canzone viene inserita da NME al 65º posto nella sua classifica dei 150 migliori brani degli ultimi 15 anni, mentre sempre nello stesso anno viene eletta, sempre da NME, come la miglior canzone del gruppo.

## Video musicale
Il video ufficiale del brano, diretto dal regista britannico W.I.Z., è stato girato in un piccolo paese vicino a Città del Capo, in Sudafrica. Mostra i membri della band rapinare una banca (la cosiddetta West Ryder Union Bank) armati di chitarre elettriche. Mentre cercano di fuggire su di un Volkswagen Transporter, degli agenti di polizia arrivano e, anch'essi armati di chitarre elettriche, fanno fuoco sui rapinatori, uccidendo prima Chris Edwards e poi Ian Matthews. Rimangono solo i due cantanti Sergio Pizzorno e Tom Meighan, che dopo una lunga sparatoria decidono di arrendersi consegnando la refurtiva, ovvero due sacchi pieni di spartiti musicali.

## Tracce
CD (PARADISE54)
1. Fire - 4:12
2. Runaway (Live from the Little Noise Sessions) - 4:09

Vinile (PARADISE55)
1. Fire - 4:12
2. Fire (Richard Fearless Mix) - 6:50

Download digitale
1. Fire (Live from the Roundhouse) - 4:14

EP digitale
1. Fire - 4:12
2. Runaway (Live from The Little Noise Sessions) - 4:09
3. Road Kill Cafe (iTunes Exclusive) - 2:39

## Formazione
Kasabian
- Tom Meighan – voce
- Sergio Pizzorno – voce secondaria, chitarra, tastiera, sintetizzatore, programmazione
- Chris Edwards – basso
- Ian Matthews – batteria, percussioni

## Classifiche

### Classifiche settimanali
| Classifica (2009-10)           | Posizione massima |
| ------------------------------ | ----------------- |
| Australia                      | 41                |
| Belgio (Ultratop Fiandre)      | 3                 |
| Belgio (Ultratop Vallonia)     | 20                |
| Giappone                       | 98                |
| Irlanda                        | 31                |
| Regno Unito                    | 3                 |
| Repubblica Ceca (Rock Moderno) | 12                |

### Classifiche di fine anno
| Classifica (2009) | Posizione |
| ----------------- | --------- |
| Regno Unito       | 81        |